# Auxilio Social
El Auxilio Social fue una organización de socorro humanitario que existió en España durante la  guerra civil española y la dictadura franquista. Surgida en la zona sublevada durante el conflicto —originalmente como «Auxilio de Invierno»—, y enmarcada en la Falange Española de las JONS (luego FET de las JONS) tuvo un destacado papel durante la contienda y en los primeros años del franquismo. Su labor se fundamentó, principalmente, en el reparto de alimentos y víveres a las familias más desfavorecidas, así como en la organización de comedores, escuelas y bibliotecas públicas.
El organismo constituyó un importante medio de propaganda política del régimen  y fue uno de los grandes proyectos materiales del falangismo ortodoxo, doctrina política que proyectaba la "Justicia Social" como uno de los pilares fundamentales del nuevo régimen. Además esta organización facilitó el secuestro de niños de las mujeres republicanas encarceladas gracias a un decreto de junio de 1940 que le otorgaba la patria potestad de los niños cuyas familias tuvieran «malos antecedentes» y a otro decreto de 1941 que le permitía cambiar los apellidos de los niños acogidos en sus centros, lo que impedía que pudieran ser reclamados por sus verdaderos padres.
Pese a los intentos reformistas de la educación republicana, la tasa de analfabetismo en 1936 (al inicio de la Guerra) era del 25%. La mayor parte de las familias españolas entonces vivían aún en el campo y la pobreza y el hambre asolaban a mucha parte de la población. Por esta razón, los falangistas fundaron el Auxilio de Invierno bajo los preceptos de los mandos políticos y las ambiciones ideológicas de su movimiento resumidas, por ejemplo, en el mensaje proclamado por Manuel Hedilla en la Navidad de 1936:
"Pensad vosotros, falangistas, que sois hijos del pueblo y que os debéis a él. (...) Preguntaros en cada momento si el acto que vais a realizar es digno del espíritu que representa vuestra camisa azul. Sembrad el amor por los pueblos por donde paséis. Tratad de un modo especialmente cordial y generoso a los campesinos y a los obreros. Porque ellos son, por ser españoles y por haber sufrido, nuestros hermanos.
(...) impedid con toda energía que nadie sacie odios personales y que nadie castigue o humille a quien por hambre o desesperación haya votado a las izquierdas. Todos sabemos que en muchos pueblos había (y hay) derechistas que eran peores que los rojos. Quiero que cesen las detenciones de esa índole. Donde las haya habido, es necesario que os convirtáis vosotros en una garantía de los injustamente perseguidos. Y allí donde os encontréis, estad resueltamente dispuestos a oponeros a procedimientos contra los humildes. (...) Y no hagáis sino sembrar amor, allá por donde paséis, dando el ejemplo que merecemos." 

## Historia

### Fundación y primeros años
Nacido en octubre de 1936 de la mano de Mercedes Sanz-Bachiller —viuda de Onésimo Redondo—, fue organizado de la nada en Valladolid para atender sin discriminación ideológica a los desamparados de la ciudad, acuciada por el problema de la represión llevada a cabo por el bando sublevado, extendiéndose con posterioridad a otras ciudades de la zona sublevada. Surgió como un organismo de asistencia pública que también funcionaría —tras la unificación de 1937— como medio bélico y de propaganda de las FET y de las JONS. Originalmente la organización recibió el nombre de «Auxilio de Invierno», inspirado y siguiendo el modelo del Winterhilfswerk de la Alemania nazi. En la formación del organismo Sanz-Bachiller contó con la estrecha colaboración de Javier Martínez de Bedoya.
Tras el Decreto de Unificación de abril de 1937, el renombrado «Auxilio Social» pasó a quedar englobado dentro de la Sección Femenina de la Falange.
El primer comité director de la Institución estaba formado por Mercedes Sanz Bachiller y Martínez de Bedoya, Jesús Ercilla, Antonio Román, José Pardo, Manuel Martínez de Tena y Carmen de Icaza, pero ningún representante de la Iglesia católica. No pasó mucho tiempo en que la Iglesia observó con desconfianza el crecimiento de una institución benéfica laica que invadía espacios de actuación propios. Con el tiempo las presiones de la Iglesia obraron efecto y finalmente, con la aprobación de Ramón Serrano Suñer, se constituyó un Consejo Superior de Beneficencia y Obras Sociales con la presencia obligada de dos obispos, que se reunió por primera vez el 10 de agosto de 1938, siendo uno de ellos monseñor Enrique Plá y Deniel. No obstante, siguieron produciéndose conflictos entre Auxilio Social y la Iglesia.
En el momento de su fundación apenas si tenía una habitación, pero su organización no tardó en crecer fuertemente durante la contienda: en octubre de 1937 tenía 711 centros, un año después estos ya habían crecido a 1265  y en octubre de 1939 los establecimientos de auxilio social eran 2487.

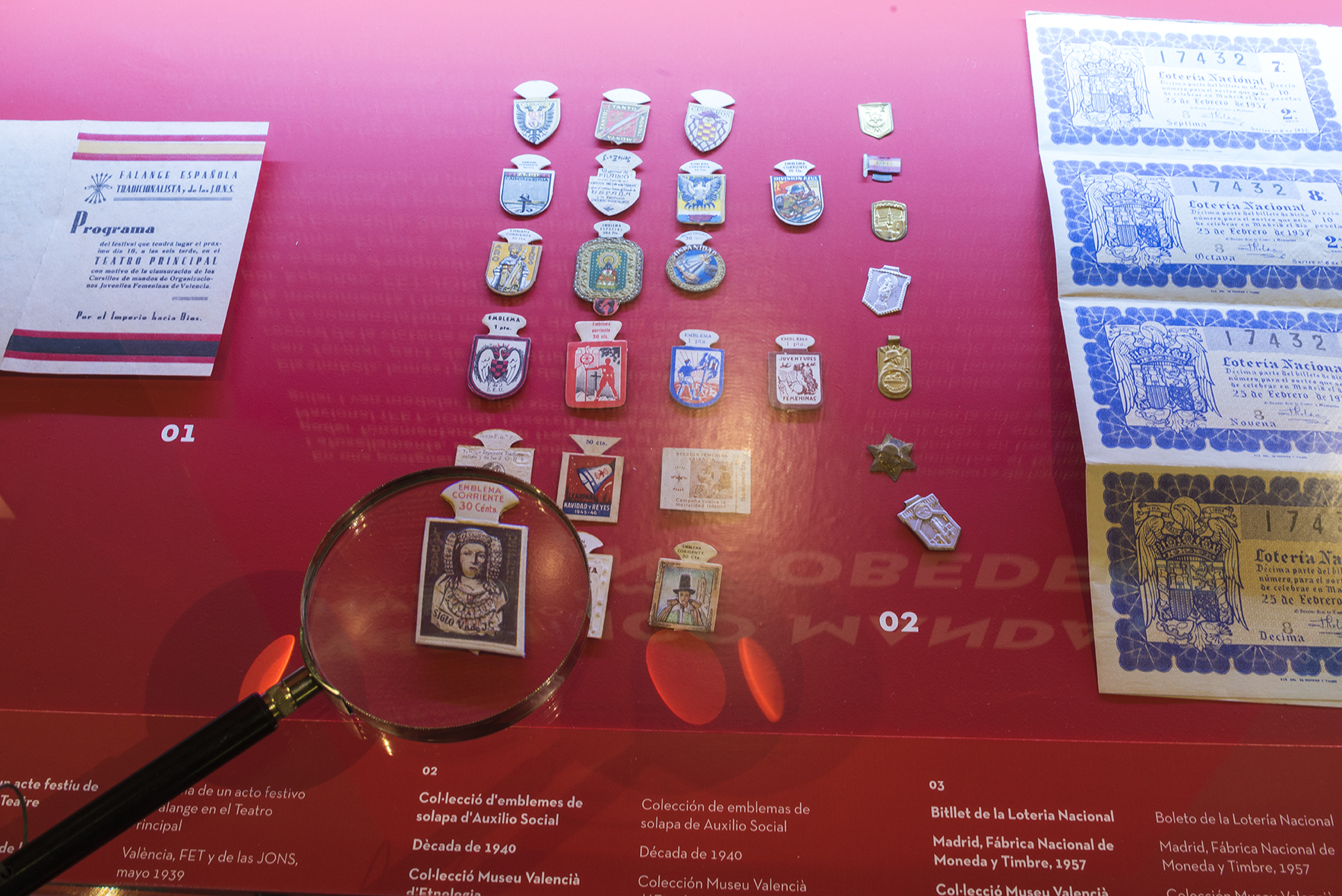
Colección de emblemas de solapa de Auxilio Social, exposición temporal Prietas las filas. Vida cotidiana y Franquismo, en el Museo Valenciano de Etnología

Auxilio Social  tenía su propio servicio de propaganda, la Oficina Central de Propaganda, bajo la dirección de la escritora Carmen de Icaza —desde el 1 de octubre de 1937—. Esta organizó la presencia de fotógrafos y periodistas en las llegadas de los camiones de auxilio y reportajes sobre los repartos de víveres y la atención que las mujeres falangistas deparaban a los niños. La situación fue tal que se llegó a organizar un servicio fotográfico propio. La Oficina Central se encargaba de la distribución provincial de carteles propagandísticos, las hojas de reparto de propaganda, la distribución de notas en la radio y las consignas dadas a los oradores.
La relación del organismo con la Alemania nazi fue importante. Durante la guerra civil las dirigentes femeninas del Auxilio Social realizaron frecuentes viajes de orientación en la Alemania nazi. Por su parte, Martínez de Bedoya promovió la idea del empleo de parafernalia similar a la del Winterhilfswerk nazi.

### Dictadura franquista
Auxilio Social llegó a tener delegaciones que actuaron fuera de España, realizando labores de recaudación económica y atención a los inmigrantes más necesitados. De hecho, el Servicio Exterior de Falange llegó a tener en su organigrama una sección del Auxilio Social. En Cuba, por ejemplo, las guarderías y comedores de Auxilio Social tuvieron una actuación relevante entre 1938 y 1941 —fecha en que se prohibieron las actividades de Falange en territorio cubano—.
El organismo acabaría constituyendo un importante medio de propaganda política de la dictadura franquista. La relevancia política que llegó a adquirir Auxilio Social dio lugar a disputas para controlarla, lo que contribuyó al enfrentamiento entre Sanz-Bachiller y Pilar Primo de Rivera. El matrimonio entre Sanz-Bachiller y Martínez de Bedoya, a finales de 1939, sirvió de excusa para la caída en desgracia de la delegada nacional del Auxilio Social. Tras una dura campaña en su contra, ésta dimitió de todos sus puestos a comienzos de 1940. Unos meses después, el 9 de mayo de 1940, Manuel Martínez de Tena fue nombrado delegado nacional de Auxilio Social.
Pasada la década de los 40, el Auxilio Social se quedó como una institución más de asistencia social dentro del Régimen. Tras la muerte de Franco y el comienzo de la Transición, en 1976  pasó a depender del Instituto de Asistencia Social del Ministerio de Gobernación.